# 돈 케이스 오퍼
돈 케이스 오퍼(Don Keith Opper, 1949년 6월 12일 ~ )는 미국의 각본가, 텔레비전 배우, 영화배우이다.
시카고에서 태어났다.

## 영화
- 페인킬러 제인 (2005년)
- 슈퍼노바 (2005년)
- 베인테드 디저트 (1993년)
- 크리터스 4 (1992년)
- 크리터스 3 (1991년)
- 분노의 특공대 (1989년)
- 크리터스 2 (1988년)
- 슬램 (1987년)
- 크리터스 (1986년) - 찰리 맥파든 역
- 블랙 문 라이징 (1986년)
- 안드로이드 (1982년)